# Афганіт (мінерал)
Афганіт — водний натрієвий, кальцієвий, калієвий, сульфатний, хлоридний, карбонатний алюмосилікатний мінерал. Афганіт є фельдшпатоїдом групи канкриніту і зазвичай проявляється з мінералами групи содаліту. Він утворює блакитні або безбарвні, зазвичай масивні кристали в тригональній кристалічній системі. Зниження симетрії від типової (для канкринітової групи) гексагональної відбувається за рахунок упорядкування Si та Al. Твердість за Моосом від 5,5 до 6, питома вага від 2,55 до 2,65. Значення показника заломлення nω = 1,523 і nε = 1,529. Має один напрямок ідеального розщеплення та демонструє конхоїдальний злам. Флуоресціює яскраво-помаранчевим кольором.

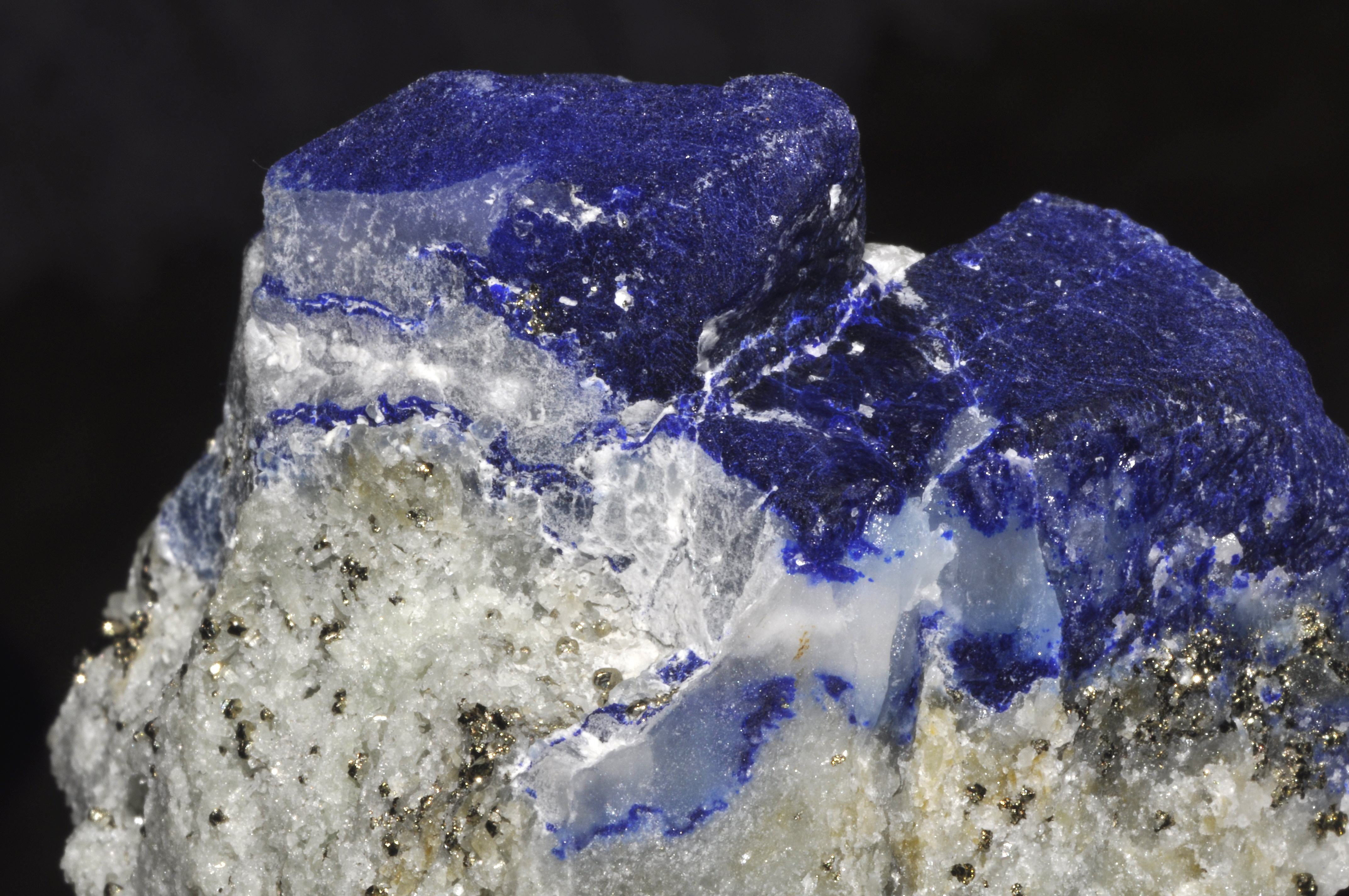
Афганіт

Афганіт виявлений у 1968 році в копальні Лазурит (Сар-е-Санг, провінція Бадахшан, Афганістан), і отримав свою назву на честь країни, де вона знаходиться. Його також було описано в Німеччині, Італії, горах Паміру в Таджикистані, біля озера Байкал у Сибіру, Нью-Йорку та Ньюфаундленді. Він зустрічається у вигляді прожилок у кристалах лазуриту в Афганістані та в змінених вапнякових ксенолітах у пемзі в Пітільяно, Тоскана, Італія.
Використовується як дорогоцінний камінь.